# Capsule (gruppo musicale)
Capsule, reso graficamente come capsule (カプセル?, kapuseru) è un duo di musica elettronica giapponese, formato dalla cantante Toshiko Koshijima (3 marzo 1980) e dal produttore Yasutaka Nakata (6 febbraio 1980).
Entrambi i membri del duo erano giovanissimi all'epoca della creazione del progetto musicale: avevano soltanto 17 anni.
Tuttavia il loro debutto ufficiale risale al 2001, anno in cui pubblicarono il loro primo singolo, Sakura, contenuto nel loro primo lavoro in studio, distribuito quasi 7 mesi dopo: High Collar Girl.

## Storia
Il gruppo nacque dall'incontro tra i due musicisti, che si conobbero al TEEN'S MUSIC FESTIVAL, nel 1997. Il festival era oltretutto organizzato e finanziato dalla Yamaha Music, che difatti produsse i primi due album del gruppo: High Collar Girl del 2001 e Cutie Cinema Replay del 2003. Dopo alcuni singoli e i due album sopra citati finanziati dalla Yamaha Music, nel 2003 Yasutaka Nakata riuscì a creare una propria etichetta discografia, la contemode, che da questo momento in poi produrrà e distribuirà tutti i lavori del duo musicale. I Capsule sono ora praticamente indipendenti.
Nel 2004 ecco la svolta: i Capsule stringono un accordo con lo Studio Kajino, che realizzerà tre videoclip animati per il lancio dei loro singoli. La regia dei videoclip sarà affidata a Yoshiyuki Momose, conosciuto già nel settore dell'animazione per i due corti Ghiblies e Ghiblies Episode 2 e per essere un tecnico all'interno del celebre Studio Ghibli di Miyazaki&Takahata.
Le canzoni prese in analisi per la realizzazione dei video saranno: Portable Airport (dall'album S.F. Sound Forniture), Space station No. 9 (dall'album Nexus-2060) e Flying City Plan (dall'album L.D.K. Lounge Designers Killer).

## Formazione
- Toshiko Koshijima (越島 稔子?, Koshijima Toshiko) - Vocalist
- Yasutaka Nakata (中田 康貴?, Nakata Yasutaka) - produttore e DJ

## Discografia

### Album in studio
- 2001 - High Collar Girl (Yamaha Music Communications)
- 2003 - Cutie Cinema Replay (Yamaha Music Communications)
- 2003 - Phony Phonic (Contemode)
- 2004 - S.F. Sound Furniture (Contemode)
- 2005 - Nexus-2060 (Contemode)
- 2005 - L.D.K. Lounge Designers Killer (Contemode)
- 2006 - Fruits Clipper (Contemode)
- 2007 - Sugarless Girl (Contemode)
- 2007 - Flash Back (Contemode)
- 2008 - More! More! More! (Contemode)
- 2010 - Player (Contemode, Yamaha Music Communications)
- 2011 - Killer Wave (Contemode, Yamaha Music Communications)
- 2013 - Caps Lock (Unborde, Warner Music Japan)

### EP
- 2003 - Cutie Cinema Pre-Play
- 2003 - Tone Cooking
- 2003 - Idol Fancy
- 2004 - Portable Airport
- 2005 - Space station No. 9
- 2005 - AEROPOLIS
- 2006 - Jelly
- 2006 - Starry Sky
- 2007 - Capsule rmx
- 2007 - MUSiXXX
- 2008 - Jumper
- 2010 - Stay With You
- 2010 - Love or Lies
- 2010 - Hello

### Singoli
- 2001 - Sakura (さくら?)
- 2001 - Hanabi (花火?)
- 2001 - Tokyo Kissa (東京喫茶?)
- 2002 - Music Controller
- 2002 - Plastic Girl (プラスチックガール?)
- 2003 - Candy Cutie (キャンディー キューティー?)
- 2004 - Retro Memory (レトロメモリー?)

### Compilation
- 2009 - Flash Best (Contemode)

### Remix
- 2007 - Capsule rmx (Contemode)